# Eupithecia atacamaensis
Eupithecia atacamaensis es una especie de polilla de la familia Geometridae. La especie fue descrita por primera vez por Rindge, habiendo sido descrita en 1987, con distribución en Chile. El sintipo de la especie fue descrita en los alrededores del desierto de Atacama, en la región de Coquimbo, Provincia de Atacama, a 25 km norte de Freirina.